# توریه
توریه (بر وزن توصیه) یا صرفه‌جویی در بیان حقیقت یا سخن نیمه‌راست بیان سخنی‌است که معنای آن به ظاهر درست است؛ اما آنچه مخاطب از آن درک می‌کند نادرست و دروغ است؛ یعنی جمله صادق بیان می‌شود که موجب می‌گردد، شخص دوم از آن جمله مفهوم گمراه‌کننده و فریبنده موردنظر گوینده را دنبال کند.
به عبارتی دیگر توریه سخنی فریبکارانه است که ظاهری درست دارد. این سخن ممکن است در ظاهر تا حدی درست یا کاملاً درست باشد اما بیان کننده کامل واقعیت نیست. در واقع آنچه باعث نادرستی این سخن می‌شود قصد گوینده برای فریب یا گمراه کردن مخاطب است یا پنهان کردن قسمتی از واقعیت. نام دیگر این مغالطه گلچین کردن نام دارد که نوعی سوگیری تأیید است.

## مثال‌ها
- در ژانویهٔ سال ۲۰۱۸ رئیس‌جمهور ایالات متحده دونالد ترامپ در توییتر خود نوشت که نرخ بیکاری سیاهپوستان به پایین‌ترین حد رسیده است. هرچند که ترامپ درست می‌گفت اما بیکاری سیاهپوستان از سال ۲۰۱۰ و هفت سال قبل از ریاست جمهوری او مسیر نزولی داشته است.
- «من واقعاً راننده خوبی هستم. در این سی سال اخیر، فقط دوبار به خاطر سرعت بالا جریمه شده‌ام.» این جمله درست است، اما گوینده هفته پیش رانندگی را شروع کرده و با این حال دوبار هم جریمه شده است؛ پس راننده خوبی نیست.
- «متأسفم، نمی‌توانم پولی را که درخواست کردی، به تو بدهم. متأسفانه امروز صبح فراموش کردم کیف پولم را همراه خودم بیاورم.» گوینده دروغ نگفته است، اما پول‌هایش را در جیبش گذاشته و کیف پولش را همراه نیاورده است.
- در داستان فیل و کوران با اینکه مشاهده هرکس از فیل درست بود ولی چون هر کس بخش متفاوتی از فیل را لمس می‌کرد برداشت متفاوتی از ماهیت فیل داشت.